# Auriac-de-Bourzac
Pour les articles homonymes, voir Auriac et Bourzac.
Auriac-de-Bourzac est une ancienne commune française située dans le département de la Dordogne, en région Nouvelle-Aquitaine. Depuis 1973, elle fait partie de la commune de Nanteuil-Auriac-de-Bourzac.

## Géographie
En Ribéracois, dans le quart nord-ouest du département de la Dordogne et en limite du département de la Charente, Auriac-de-Bourzac forme la partie occidentale de la commune de Nanteuil-Auriac-de-Bourzac.

## Toponymie
Auriac est un nom de domaine gallo-romain formé avec le suffixe -ac sur le nom de personne latin Aurius.

## Histoire
Auriac-de-Bourzac est une commune française créée à la Révolution.
Le 1er janvier 1973, elle fusionne avec celle de Nanteuil-de-Bourzac qui prend alors le nom de Nanteuil-Auriac-de-Bourzac.

## Rattachements administratifs
Dès 1790, la commune d'Auriac-de-Bourzac a été rattachée au canton de Champaigne qui dépendait du district de Ribérac jusqu'en 1795, date de suppression des districts. Lorsque ce canton est supprimé par la loi du 8 pluviôse an IX (28 janvier 1801)  portant sur la « réduction du nombre de justices de paix », la commune est rattachée au canton de Verteillac dépendant de l'arrondissement de Ribérac. Ce dernier étant supprimé en 1926, ses communes sont alors rattachées à l'arrondissement de Périgueux.

## Démographie
| 1793 | 1800 | 1806 | 1821 | 1831 | 1836 | 1841 | 1846 |
| ---- | ---- | ---- | ---- | ---- | ---- | ---- | ---- |
| 419  | 429  | 416  | 445  | 438  | 432  | 462  | 443  |

| 1851 | 1856 | 1861 | 1866 | 1872 | 1876 | 1881 | 1886 |
| ---- | ---- | ---- | ---- | ---- | ---- | ---- | ---- |
| 502  | 511  | 503  | 463  | 389  | 365  | 353  | 347  |

| 1891 | 1896 | 1901 | 1906 | 1911 | 1921 | 1926 | 1931 |
| ---- | ---- | ---- | ---- | ---- | ---- | ---- | ---- |
| 309  | 320  | 316  | 296  | 255  | 234  | 220  | 251  |

| 1936 | 1946 | 1954 | 1962 | 1968 | - | - | - |
| ---- | ---- | ---- | ---- | ---- | - | - | - |
| 259  | 194  | 181  | 181  | 157  | - | - | - |